# Wolfram Fiedler
Wolfram Fiedler (29 de septiembre de 1951-11 de abril de 1988) fue un deportista de la RDA que compitió en luge en la modalidad individual y doble.
Participó en los Juegos Olímpicos de Sapporo 1972, obteniendo dos medallas de bronce en las pruebas individual y doble. Ganó dos medallas en el Campeonato Mundial de Luge en los años 1973 y 1975, y tres medallas en el Campeonato Europeo de Luge entre los años 1972 y 1976.

## Palmarés internacional
| Juegos Olímpicos   | Juegos Olímpicos      | Juegos Olímpicos  | Juegos Olímpicos |
| Año                | Lugar                 | Medalla           | Prueba           |
| ------------------ | --------------------- | ----------------- | ---------------- |
| 1972               | Sapporo (Japón)       | Medalla de bronce | Individual       |
| 1972               | Sapporo (Japón)       | Medalla de bronce | Doble            |
| Campeonato Mundial |                       |                   |                  |
| Año                | Lugar                 | Medalla           | Prueba           |
| 1973               | Oberhof (RDA)         | Medalla de plata  | Individual       |
| 1975               | Hammarstrand (Suecia) | Medalla de oro    | Individual       |
| Campeonato Europeo |                       |                   |                  |
| Año                | Lugar                 | Medalla           | Prueba           |
| 1972               | Königssee (RFA)       | Medalla de oro    | Individual       |
| 1975               | Valdaora (Italia)     | Medalla de plata  | Individual       |
| 1976               | Hammarstrand (Suecia) | Medalla de oro    | Individual       |